# Ferrari Formula One
Ferrari Formula One est un jeu vidéo de course développé et publié par Electronic Arts sur Amiga en 1988 puis porté sur Atari ST, Commodore 64 et IBM PC. Le jeu retrace le championnat du monde de Formule 1 1986 et permet notamment au joueur d'incarner Alain Prost, Nelson Piquet, Nigel Mansell ou Ayrton Senna. Pour des raisons de droits, les pilotes ne sont cependant identifiés que par leurs initiales. La saison du championnat est composée d'une série de seize courses. Deux jours avant chaque course, le joueur à la possibilité de se familiariser avec le circuit avant d'abord les deux épreuves de qualification qui détermine sa position sur la ligne de départ. Avant la course, il peut également intervenir sur sa voiture afin de l'adapter au circuit en modifiant par exemple les réglages des ailes ou de la suspension et en choisissant ses pneus.

## Accueil
| Ferrari Formula One      |      |        |
| Média                    | Nat. | Notes  |
| ACE                      | GB   | 85.6 % |
| Computer and Video Games | GB   | 28/40  |
| Gen4                     | FR   | 87 %   |
| The Games Machine        | GB   | 93 %   |
| Zzap!64                  | GB   | 95 %   |